# Long Beach, Indiana
Long Beach är en stad i LaPorte County, Indiana, USA. År 2000 bodde där 1 559 invånare. Den har enligt United States Census Bureau en area på 8,2 km². Chefsdomare John Roberts växte upp i Long Beach.